# Von Freeman
Von Freeman (3. října 1923 Chicago, Illinois, USA – 11. srpna 2012 tamtéž) byl americký jazzový saxofonista, otec saxofonisty Chico Freemana. Profesionální kariéru zahájil již ve svých šestnácti letech v orchestru klavíristy Horace Hendersona. Po návratu z armády, kde rovněž působil jako hudebník, začal vystupovat se svými bratry Georgem (kytara) a Bruzem (bicí). Hráli jako domovská kapela a dělali doprovod například pro Dizzy Gillespieho a Charlieho Parkera. Počátkem padesátých let byl členem doprovodné kapely Sun Ra. Později nahrál řadu vlastních alb a spolupracoval s dalšími hudebníky, mezi něž patří Kurt Elling, Willis Jackson nebo Clifford Jordan. V roce 2012 získal ocenění NEA Jazz Masters.